# Eskimo Games
Eskimo Games è un videogioco pubblicato nel 1989 per Amiga e Atari ST e nel 1991 per Commodore 64, che rappresenta una serie di discipline sportive immaginarie e scherzose praticate dagli eschimesi, sulla falsariga della serie Games. Venne pubblicato dalla Magic Bytes in Europa e dalla DigiTek in Nordamerica, mentre la successiva versione per Commodore 64 uscì nella collana tedesca da edicola Golden Disk 64.

## Modalità di gioco
Ci sono cinque discipline (quattro su Commodore 64), molto diverse tra loro, su cui fare pratica o da affrontare al completo. Possono partecipare da 1 a 4 giocatori, sfidandosi per il maggior punteggio, ma giocano sempre uno alla volta senza interagire tra loro.
- Operation snowball: si controlla tramite un mirino un eschimese che, usando una specie di lanciarazzi, spara palle di neve su una scena fissa vista in prospettiva. Bisogna colpire altri eschimesi che lanciano a loro volta palle di neve oppure trasportano la legna per costruire una catapulta. Se ci riescono, lanciano una palla di neve gigante che sommerge il protagonista e conclude la prova.
- Eggsterminator: bisogna rubare le uova dai nidi degli uccelli abbarbicati su una parete rocciosa a picco sul mare. L'eschimese ha un argano che può spostare orizzontalmente lungo la sommità della parete, e una volta posizionato può calarsi verticalmente lungo una corda, cercando di evitare il contatto con gli uccelli che lo fanno cadere.
- Ice'n igloos: l'eschimese si muove orizzontalmente su un tratto di banchisa con visuale di profilo a scorrimento. Deve fare la spola tra una parete di ghiaccio, da cui staccare dei blocchi di ghiaccio con la piccozza agitando il joystick, e l'iglù che sta costruendo. Lungo il tragitto deve saltare una foca e dei buchi dai quali guizza un pesce, che lo fanno cadere perdendo tempo.
- Miami ice: un remake di Tapper, ma anziché birre si servono gelati.
- Barbearian (non presente su Commodore 64): un picchiaduro tra l'eschimese armato di bastone e un grosso orso polare con i guantoni da boxe. L'incontro si svolge su un ring di ghiaccio che si scioglie progressivamente, e cadere fuori causa la sconfitta immediata.